# Alleinauftrag
Ein Alleinauftrag, auch Makleralleinauftrag oder Maklerdienstvertrag ist im deutschen Maklerrecht ein Vertrag, der eine ausschließliche Vertragsbeziehung zwischen Makler und Auftraggeber vorsieht. Gemeint ist damit, dass zum Beispiel einem Immobilienmakler, und nur diesem und keinem weiteren, der Auftrag erteilt ist, ein Objekt zu vermakeln. Beim erweiterten oder qualifizierten Alleinauftrag, wird außerdem ein Vertragsabschluss auf Eigeninitiative des Verkäufers ohne Einschaltung des Maklers ausgeschlossen.

## Unterschiede zum Maklervertrag und anderen Vertragsformen
Anders als beim Maklervertrag muss der im Alleinauftrag tätige Makler „in angemessener Weise“ für den Auftraggeber tätig werden. Tut er dies nicht, kann er sich nach § 280 Abs. 2, Abs. 3 i. V. m. §§ 281 ff. BGB schadensersatzpflichtig  machen. Der Umfang der Tätigkeit bestimmt sich nach dem Vertrag und den Interessen der Vertragsparteien, die am Maßstab von Treu und Glauben zu messen sind. Der Makler bleibt weisungsunabhängig, er ist also kein Dienstnehmer oder Handelsvertreter. Falls der Auftraggeber im Auftrag jedoch präzise beschriebene Tätigkeiten inklusive Zeitangaben mit bestimmten Beträgen verknüpft, erhält er ein Mitspracherecht bei der Gestaltung des Tätigwerdens. Eine einseitige Beendigung des Vertragsverhältnisses durch Widerruf ist ausgeschlossen (so genannte Festhandangabe oder Festauftrag).

### Vergütung des Maklers
Ein Alleinauftrag kann neben dem Provisionsanspruch auch eine Aufwandsersatzklausel erhalten. Eine Provisionssicherungsklausel im Maklervertrag sichert dem Makler bei jedem Fall des Objektverkaufes während der Vertragslaufzeit einen geldwerten Anspruch zu, wobei durch Auslegung zu ermitteln ist, ob es sich um ein erweitertes Provisionsversprechen, einen pauschalisierten Schadensersatzanspruch oder um das Versprechen einer Vertragsstrafe handelt. Gibt es keine Provisionssicherungsklausel, hat der Makler dennoch im Falle der Verletzung von Vertragspflichten durch den Auftraggeber einen Anspruch auf Schadensersatz, der jedoch geringer sein kann als die Provision.

### Vertragsdauer
Die einschränkende Bindung an einen Makler wird kompensiert durch eine zeitlich angemessene Befristung der Vertragsdauer. Bei einem normalen Grundstücksvermittlungsauftrag sind sechs bis acht Monate noch angemessen, bei Häusern kann die Laufzeit bis zu zwölf Monate betragen. Nach dieser Frist endet der Vertrag automatisch, ohne dass gekündigt werden muss. Längere Laufzeiten sind bei so genannten Vertrauensmaklern jedoch möglich. Das Recht auf fristlose Kündigung wegen Untätigkeit des Maklers oder anderer Pflichtverletzungen wird durch eine im Vertrag eingetragene mehrmonatige Kündigungsfrist nicht außer Kraft gesetzt.

## Rechtspraxis
Die für den Makler vorteilhaften Unterschiede zum Maklervertrag führen dazu, dass viele Makler dazu neigen, ihre Tätigkeit durch entsprechende Allgemeine Geschäftsbedingungen nur im Rahmen von Alleinaufträgen auszuüben. Obwohl die AGB gerichtlicher Kontrolle unterliegen, kann dies zu einer Benachteiligung des Auftraggebers führen.

## Rechtliche Behandlung
Die Ausgestaltung des Alleinauftrags entstammt gebräuchlichen Allgemeinen Geschäftsbedingungen und unterliegt keinen eigenen gesetzlichen Vorschriften. Dabei wird das allgemeine Maklerrecht modifiziert angewendet, so dass Vorschriften des Dienst-, Geschäftsbesorgungs- und Werkvertragsrechts Anwendung finden. Aufwendungsersatzansprüche ergeben sich aus dem Auftragsrecht. Seit 1999 bedürfen Alleinaufträge nicht mehr der Schriftform. Besonderheiten können sich aus dem Wohnungsvermittlungsgesetz ergeben.